# Казахстанско-малайзийские отношения
Казахстанско-малайзийские отношения — двусторонние дипломатические отношения между Казахстаном и Малайзией. Страны являются членами Организации Объединённых Наций и Организации исламского сотрудничества.

## История
16 марта 1992 года были установлены дипломатические отношения между странами. 25-29 мая 1996 года президент Казахстана Нурсултан Назарбаев совершил первый официальный визит в Малайзию, по итогам его встреч с Верховным правителем (Янг ди-Пертуан Агонгом) Малайзии Туанку Джафаром Абдул Рахманом и премьер-министром Махатхиром Мохамадом были подписаны двусторонние межправительственные соглашения о торговом сотрудничестве; о поощрении и взаимной защите инвестиций; об экономическом, научном и техническом сотрудничестве. 18-20 июля того же года премьер-министр Малайзии Махатхир Мохамад побывал в Казахстане с государственными визитом, в ходе которого были заключены соглашения о воздушном сообщении и о сотрудничестве между центральными банками, а также принято Совместное заявление.
Посольство Казахстана в Куала-Лумпуре функционирует с 1996 года. Посольство Малайзии в Казахстане было учреждено в декабре 1996 года.
В декабре 1996 года Нурсултан Назарбаев сделал краткосрочную остановку в Куала-Лумпуре на обратном пути из Австралии в Казахстан, во время которой встретился с премьер-министром Махатхиром Мохамадом. 20 февраля 2001 года Назарбаев посетил Куала-Лумпур с частным визитом, во время которого вновь состоялась его встреча с Мохамадом.
В сентябре 2003 года состоялся официальный визит Верховного правителя (Янг ди-Пертуан Агонга) Малайзии Сайеда Сираджуддина в Казахстан. По завершении его переговоров с Нурсултаном Назарбаевым было принято Совместное коммюнике Казахстана и Малайзии.
Важным моментом в истории казахстанско-малайских отношений стал государственный визит президента Казахстана Нурсултана Назарбаева в Малайзию 25-29 июня 2006 года, во время которого было подписано межправительственное Соглашение об избежании двойного налогообложения и предотвращения уклонения от налогообложения в отношении налогов на доходы и капитал, а также пакет бизнес-соглашений в сфере информационных технологий, финансов и строительства. В ходе визита Назарбаев провёл встречи с Верховным правителем Малайзии Сайедом Сираджуддином, премьер-министром Малайзии Абдуллой Ахмадом Бадави, посетил офис Национального регистрационного департамента, ознакомился с развитием города Путраджая, провёл встречи с ведущими бизнесменами Малайзии, принял участие в презентации книги «Критическое десятилетие» на малайском языке.

## Торговля
Страны планируют расширять торгово-экономическое сотрудничество, было подписано несколько соглашений для установления более тесных связей между ними. В 2011 году объём товарооборота между странами составил сумму 61,1 млн. долларов США. Страны также работают вместе в области обмена технологиями, исламского финансирования и сотрудничества в секторе халяль. В 2011 году около 15 000 казахстанцев посетили Малайзию после того, как «Air Astana» запустила прямые авиарейсы между Алма-Атой и Куала-Лумпуром.
В 2016 году объём товарооборота между странами составил сумму 49,22 млн долларов США. Крупнейший экспорт Малайзии в Казахстан — продукты на основе кофе, а крупнейший импорт из Казахстана — цинк и телевизионные компоненты. 4 мая 2017 года страны договорились об организации экономического сотрудничества в 11 областях.

## Списки послов

### Послы Казахстана в Малайзии
1. Амангельды Жумабаев (1996—1999)
2. Болатхан Тайжан (1999—2001)
3. Икрам Адырбеков (2002—2004)
4. Мухтар Тлеуберди (2004—2009)
5. Бейбут Атамкулов (2010—2012)
6. Данияр Сарекенов (2013—май 2019)
7. Болат Иманбаев (май 2019—февраль 2021)
8. Булат Сугурбаев (февраль 2021—н. в.)

### Послы Малайзии в Казахстане
1. Тан Сен Сун (2001—2004)
2. Тан Тай Хин (2004—2008)
3. Пила Чинг Хонг (2009—2010)
4. Ахмад Расиди Хазизи (2011—2013)
5. Хидаят Абдул Хамид (2014—2017)
6. Саид Мохамад Бакри Саид Абд Рахман (2017-н.в.)[13]